# Future Husband
Future Husband is een Nederlandse band. Future Husband begon in 2021 als solo-project van singer-songwriter Adura Sulaiman, en is sinds 2023 een vierkoppige band, met naast Sulaiman, Kike Zwagerman, Ivar Otten en Gino Buragevic als bandleden.

## Geschiedenis
Sulaiman startte in 2021 met Future Husband, nadat ze in de jaren ervoor speelde in onder andere in de band van Sofie Winterson en in Feng Suave en Echo Movis. Haar eerste single was Ritual in oktober 2021. Met de debuutsingle op zak, speelde ze in januari 2022 op muziekfestival Noorderslag en in maart 2022 op Grasnapolsky. Debuut-ep I Love You Forever werd uitgebracht in mei 2022. Hierna speelde ze op Best Kept Secret en Welcome to The Village.
Na 2022 onderging Future Husband een transformatie. Het wisselde van solo-project naar band. Zwagerman, Otten en Buragevic, die eerder met Sulaiman speelden in Feng Suave, voegden zich aan het project toe. De eerste single die als band werd uitgebracht, was Good Company in december 2023. Als band traden ze in 2024 op op het rondreizende muziekfestival Popronde, stonden ze in het voorprogramma van Corinne Bailey Rae, Crumb, en Peach Pit, en hadden ze optredens met Judy Blank.

## Discografie (albums en ep's)
- I Love You Forever (ep, 2022)